# Terrorist Finance Tracking Program
Il Terrorist Finance Tracking Program o in sigla TFTP (in italiano: Programma di tracciatura finanziaria dei terroristi) è un programma governativo statunitense per accedere alla base di dati delle transazioni SWIFT, come rivelato dai quotidiani americani The New York Times, The Wall Street Journal e il Los Angeles Times nel giugno 2006.
Faceva parte della Guerra globale al terrorismo dell'amministrazione Bush. Con sede in Belgio SWIFT stabilisce gli standard comuni per le transazioni finanziarie di tutto il mondo.
Nel 2013 a causa delle Divulgazioni sulla sorveglianza di massa del 2013, ed in particolare alla scoperta del controllo delle linee telefoniche di capi di stato europei, tra cui Francia, Germania e Italia, il Parlamento europeo decide con  280 voti favorevoli e 254 contrari di sospendere l'accordo con gli Stati Uniti per il passaggio dei dati in merito al Programma di tracciatura finanziaria dei terroristi, negando di fatto l'accesso alla base di dati SWIFT europea.